# Honor of Kings
『Honor of Kings』 (オナー・オブ・キングス) または、『王者栄耀』（おうじゃえいよう、簡体字:王者荣耀;繁体字: 王者榮耀;拼音:Wángzhě Róngyào）は、TiMi Studiosが開発し、テンセントゲームズ、Level InfiniteがiOSとAndroid向けに配信している基本プレイ無料のマルチプレイヤーオンラインバトルアリーナ（MOBA）。
2015年11月26日に中国で配信が開始され、ユーザー登録数は2億人を突破している。2024年5月現在デイリーアクティブプレイヤー数は1億人を超えている。。
2016年10月に『Arena of Valor』というタイトルでグローバル版がリリースされ、2018年11月にはDeNAが日本で『伝説対決 -Arena of Valor-』を配信した。2021年12月9日より『アリーナ・オブ・ヴァラー』にタイトルを変更した。
また2024年6月20日より日本を含む世界の各地域にてグローバル配信が開始され、日本では『Honor of Kings（オナー・オブ・キングス）』という名称でゲームが配信された。Arena of ValorとHonor of Kingsは別作品という扱いである。
アメリカの調査会社Appmagicによれば、2024年8月の世界モバイルゲーム売上高ランキング（App StoreとGoogle Play）で「王者栄耀（Honor of Kings）」が1億6200万ドル（約230億円）で1位となっている。

## 概要
王者栄耀(おうじゃえいよう)は15分から20分ほどで行われるクイックマッチ型のマルチプレイヤーオンラインバトルアリーナである。敵のネクサスの破壊が勝利条件である、プレイヤーは敵のネクサスの破壊を目指して、レーンに流れてくるミニオンや敵を倒してお金を稼いだりレベルを上げる。2015年11月26日に中国国内で配信され、2024年3月8日には、同年6月20日に行われるグローバル配信に先んじてブラジルで配信が開始された。中国国内では配信はテンセントがしているが、テンセントのグローバルブランドであるLevel Infiniteがグローバル配信を担当する。またゲームのグローバル配信に伴って世界中にサーバーが配置されることも発表された。いずれも開発はTiMi Studiosが行っている。中国国内では当ゲームが競技となったKPL(Kings Pro League,王者荣耀职业联赛)が行われており、それの世界大会であるKIC(Kings International Championship, 王者榮耀世界冠軍杯)も行われている。

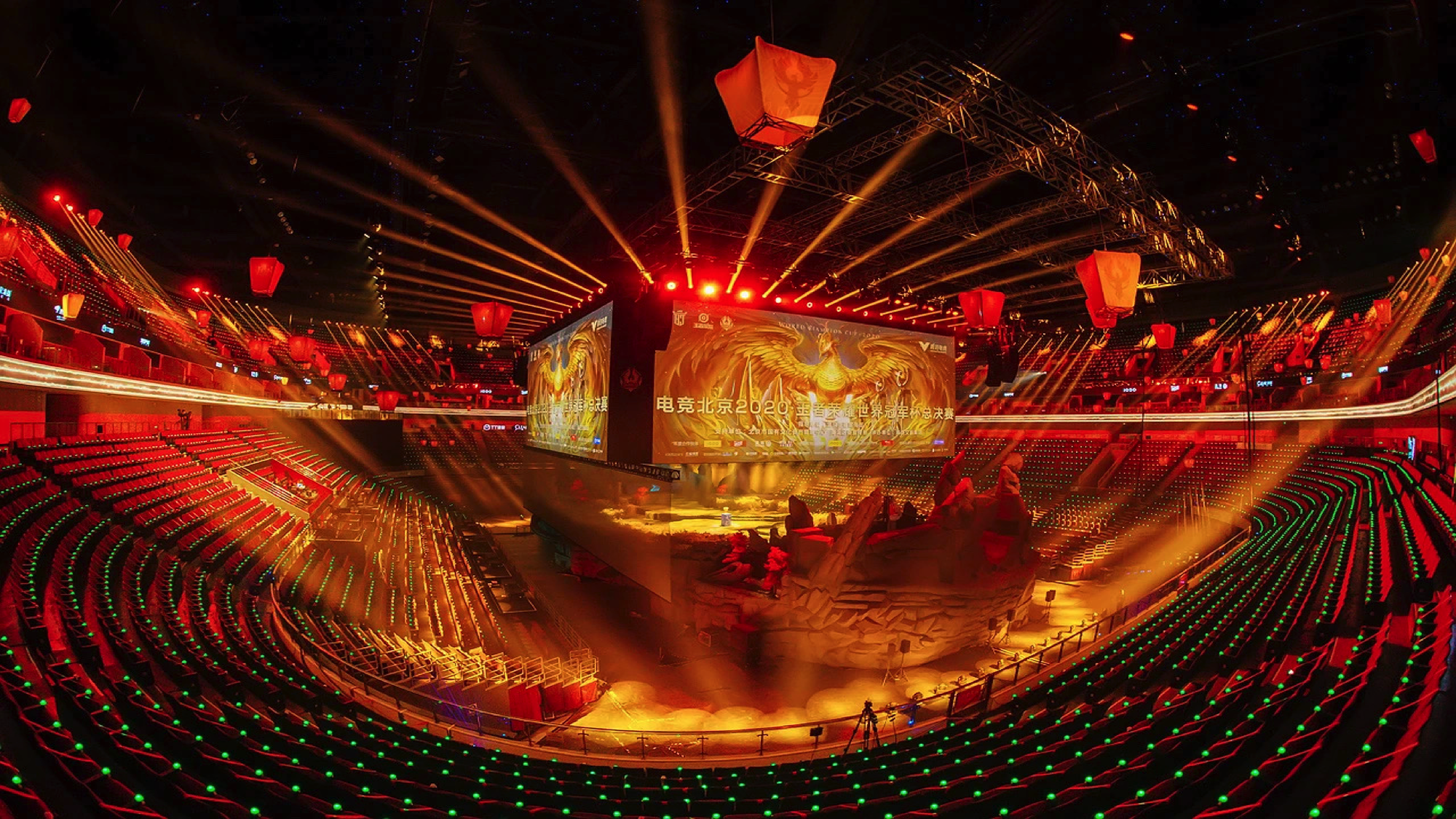
2020のKICの様子

## ゲームモード

### 王者峡谷(5v5)
王者峡谷は、最も一般的にプレイされるゲームモードである。このモードは、ランクゲームモードと同じマップを使用する。10人のプレイヤーがそれぞれヒーローを操作して、5人ずつの2つの敵対するチームに分かれる。両チームはマップの反対側からスタートし、勝利条件は敵のタワーを破壊して敵のネクサスを破壊すること。敵のネクサスを破壊するには、敵のネクサスに到達するための3つのメインレーンいずれかの(上部のクラッシュレーン(对抗路, Clash Lane) 、ミッドレーン(中路, Mid Lane) 、下部のファームレーン(发育路, Farm Lane))にあるタワーをすべて破壊する必要がある。

## キャラクター

### オリジナル
| |  |  |
| - アーサー（アーサー王） - アンジェラ（マーリン） - ルナ（『チャイニーズ・オデッセイ』紫霞仙子） - 鎧 - 百里守約（裴行倹） - 百里玄策（王玄策） - 夢奇（獏） - 明世隱（明崇儼） - 公孫離 （公孫大娘） - 裴擒虎（韓擒虎） - 奕星（顧師言） - 狂鉄（ドン・キホーテ） - 元歌（龐統） - 沈夢渓（沈括） |  |  |

- 赵怀真
- 亚连
- 姬小满
- 戈娅
- 敖隐
- 莱西奥
- 桑启

### 中国

#### 中国神話
|                                        |                                            |                        |
| - 妲己 - 姜子牙 - 牛魔 - 孫悟空 - 后羿 | - 鍾馗 - 楊戩 - 太乙真人 - 哪吒 - 東皇太一 | - 女媧 - 嫦娥 - 猪八戒 |

#### 春秋戦国
|                                          |                                      |                                         |
| - 荘周 - 魯班七号 - 鍾無艶 - 墨子 - 白起 | - 廉頗 - 羋月 - 老夫子 - 扁鵲 - 孫臏 | - 干将・莫耶 - 鬼谷子 - 李信 - 魯班大師 |

#### 秦・漢
|                                                    |                                 |
| - 項羽 - 劉邦 - 嬴政 - 阿軻（荊軻の性転換） - 韓信 | - 王昭君 - 高漸離 - 張良 - 虞姫 |

#### 三国志
|                                      |                                    |                                        |                                        |
| - 甄姫 - 劉禅 - 孫尚香 - 小喬 - 典韋 | - 趙雲 - 曹操 - 周瑜 - 貂蝉 - 呂布 | - 張飛 - 劉備 - 関羽 - 蔡文姫 - 夏侯惇 | - 諸葛亮 - 黄忠 - 大喬 - 司馬懿 - 孫策 |

#### 南北朝・隋・唐
|                                            |                                          |                            |
| - 程咬金 - 李白 - 花木蘭 - 蘭陵王 - 狄仁傑 | - 武則天 - 李元芳 - 達摩 - 蘇烈 - 楊玉環 | - 伽羅 - 上官婉児 - 公孫離 |

#### 元
- チンギス・カン

### 日本
- 宮本武蔵

### ヴェネツィア共和国
- マルコ・ポーロ

### 古代ギリシア

#### ギリシア神話
- アテーナー

### フランス

#### フランス小説
- ミレディ

### SNK

#### サムライスピリッツ
- ナコルル
- 橘右京

#### 餓狼伝説
- 不知火舞

## 議論になった事項

### 類似ゲーム『自由之戦』の盗作疑惑
2016年7月29日、『自由之戦』開発元は、『王者栄耀』が盗作であるとして非難した。「英雄連盟」（リーグオブレジェンズ）との類似も指摘されている。

### キャラクター設定について
ゲームキャラクターは、歴史・伝説から取られているが、キャラクターのイメージ・設定内容が歴史・伝説とは異なっていた。このためユーザーから「歴史・伝説に敬意が払われていない」との、非難が上がった。

### 熱中のし過ぎによる事故防止（未成年者対象）
2017年7月4日以降、18歳以下のプレイヤーは、12歳以下のプレイ時間は毎日1時間（21時以降のアクセス禁止）、12歳以上は毎日2時間に限られる。『王者栄耀』のプレイヤーのうち、2、30パーセントが18歳以下とされる。人民日報はゲームを親に止められた子供が、ゲームキャラクターのように空を飛べると信じて逃げ出し、両足を折るけがをしたとして「負の影響をばらまく毒」として強く非難している。プレイ時間の制限についても、登録時の年齢申告を偽って制限を突破するケースが多いといわれ、実効性には疑問が持たれている。

## 他作品とのコラボレーション
SNK
日本のゲームメーカー。『サムライスピリッツ』『餓狼伝説』のキャラクターが本作にゲスト出演している。
また、2020年8月には『SAMURAI SPIRITS』に本作の公孫離が無料DLCキャラクターとしてゲスト出演している。公孫離の声は市ノ瀬加那が担当。